# Springfield (Virginia)
Springfield is een plaats (census-designated place) in de Amerikaanse staat Virginia, en valt bestuurlijk gezien onder Fairfax County.

## Demografie
Bij de volkstelling in 2000 werd het aantal inwoners vastgesteld op 30.417.

## Geografie
Volgens het United States Census Bureau beslaat de plaats een oppervlakte van
25,4 km², waarvan 25,3 km² land en 0,1 km² water.

## Geboren
- Lily Yohannes (2007), voetbalster

## Plaatsen in de nabije omgeving
De onderstaande figuur toont nabijgelegen plaatsen in een straal van 8 km rond Springfield.